# Nothing from Nothing (chanson)
 (octobre 2021).
Pour l’article homonyme, voir Nothing from Nothing.
Singles par Ayumi Hamasaki
Poker Face
(1998)
Nothing from Nothing (écrit en capitales : NOTHING FROM NOTHING) est un single attribué à Ayumi featuring Dohzi-T and DJ Bass, sorti le 21 septembre 1995 au Japon. 

## Présentation
C'est le premier disque enregistré par Ayumi Hamasaki, alors inconnue, sous le nom de scène Ayumi, accompagnée des rappeurs Dohzi-T (en) et DJ Bass. Les trois titres du single (dont une version instrumentale de la chanson-titre) figureront sur son mini-album homonyme Nothing from Nothing qui sortira deux mois plus tard. 
Le single est un échec commercial qui ne se classe pas à l'oricon. Après l'échec similaire de l'album, le label Nippon Columbia décidera de ne pas poursuivre son contrat avec la chanteuse, qui ne sortira pas d'autres disques pendant plus de deux ans, jusqu'à Poker Face en 1998 sur le label concurrent avex sous le nom de "Ayumi Hamasaki". En raison du succès ultérieur de l'artiste, ce single maintenant épuisé est généralement considéré comme un objet de collection. L'oricon ne le considère pas comme faisant partie de la discographie de "Ayumi Hamasaki" (puisque sorti sous l'appellation "Ayumi") et ne le compte pas dans ses statistiques sur l'artiste.

## Liste des titres
| 1. | Nothing from Nothing (NOTHING FROM NOTHING)                     |  |
| 2. | Paper Doll (PAPER DOLL)                                         |  |
| 3. | Nothing from Nothing (Original Karaoke) (NOTHING FROM NOTHING…) |  |